# Voo Chalk's Ocean Airways 101
O voo Chalk's Ocean Airways 101 foi um acidente aéreo ocorrido em Miami Beach, Flórida, nos Estados Unidos, em 19 de dezembro de 2005. Todos os 18 passageiros e os 2 tripulantes a bordo do Grumman G-73T Turbine Mallard morreram na queda do hidroavião, que foi atribuído à fadiga do metal na asa direita, resultando na separação da asa da fuselagem.
Este acidente foi o único fatal na história da companhia aérea.

## Aeronave e tripulação

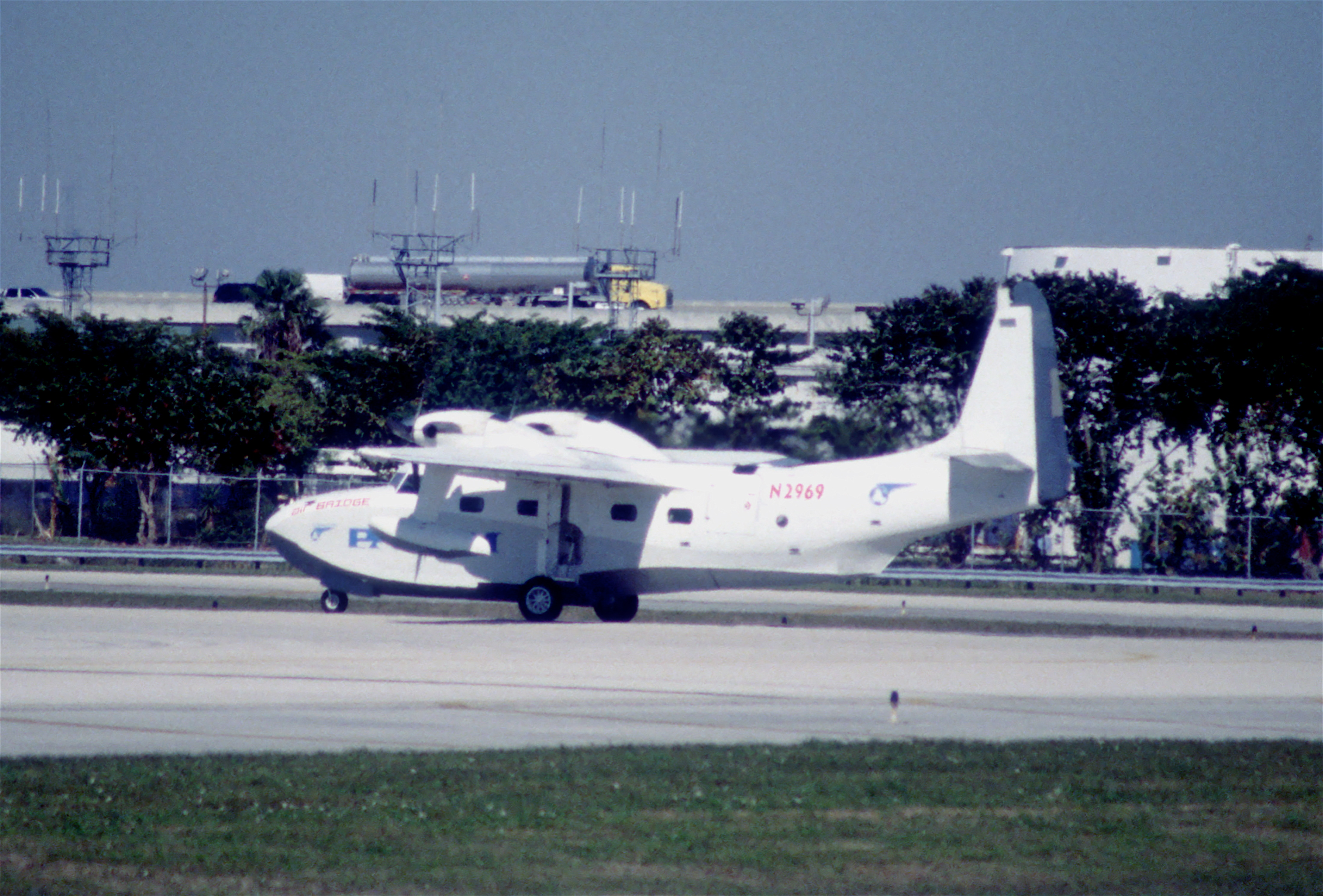
Aeronave envolvida no acidente

### Aeronave
A aeronave acidentada foi construída em 1947 e o fabricante, que era a Grumman (agora Northrop Grumman), produziu apenas 60 exemplares desse modelo. A Grumman cessou a produção da aeronave em 1951, deixando os operadores sem fonte de novas peças de reposição. A Chalk's Ocean Airways teve que recorrer à aquisição de vários Mallards não aeronavegáveis para canibalizar peças sobressalentes. Além disso, o tipo de aeronave usada para as operações da companhia aérea, um barco voador (hidroavião) para transporte de passageiros, não é mais fabricado por empresas de aviação, portanto, a opção de substituir a velha frota Mallard por designs mais novos não estava disponível. No momento do acidente, a aeronave acidentada tinha 58 anos, acumulava mais de 31 000 horas totais de voo e havia completado mais de 40.000 ciclos de pouso/decolagem.
Quando certificado em 1944, o projeto dos Mallard foi exigido para satisfazer uma análise de resistência estática. No entanto, nenhum requisito de fadiga ainda estava em vigor, pois nenhum método de análise de fadiga satisfatório havia sido desenvolvido naquela época. que projetaram vidas de fadiga de cerca de 65 000-70 000 horas, ou vinte anos. Além disso, nenhum manual de reparo autorizado para o tipo de aeronave havia sido emitido pelo fabricante, a responsabilidade de autorizar as técnicas de reparo foi adquirida por uma empresa externa depois que a Grumman interrompeu o suporte para estes hidroaviões.
A aeronave acidentada foi adquirida pela Chalk's em 1980 e foi atualizada para um G-73T Turbo Mallard em julho de 1981, quando seus motores a pistão Pratt & Whitney Wasp H originais foram substituídos por turboélices Pratt & Whitney Canada PT6.

### Tripulação
A capitã era Michelle Marks, 37, de Boynton Beach, Flórida. Marks havia sido promovida a capitã um ano antes do acidente. O primeiro oficial Paul DeSanctis, 34, de Wyomissing, Pensilvânia, ingressou na companhia aérea oito meses antes do acidente. Marks tinha 2 820 horas de voo e DeSanctis acumulou 1 420 horas de voo. Os dois pilotos morreram no acidente.

## Detalhes do acidente
Em 19 de dezembro de 2005, o voo 101 da Chalk's Ocean Airways de Fort Lauderdale, Flórida, Estados Unidos para Bimini, Bahamas, caiu em Miami Beach, Flórida, logo após a decolagem da Base de hidroaviões de Miami após uma escala não programada. Testemunhas viram fumaça branca saindo da aeronave antes que a asa direita se partisse e a aeronave mergulhasse no oceano.
A aeronave caiu e afundou no canal Government Cut, hidrovia que liga o Porto de Miami ao Oceano Atlântico. O Government Cut foi fechado para embarque até as 18h30. em 20 de dezembro, encalhando pelo menos três navios de cruzeiro.
Em 22 de dezembro de 2005, o NTSB divulgou um comunicado à imprensa que incluía fotos mostrando a fadiga do metal na asa que se quebrou. A descoberta da fadiga do metal na asa levou a Chalk's Ocean Airways a aterrar voluntariamente o resto de sua frota para uma inspeção mais aprofundada.

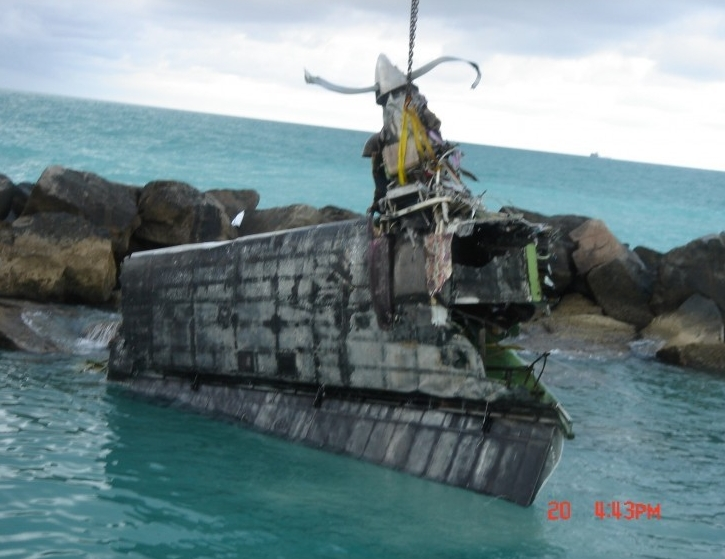
A asa direita da aeronave acidentada

Em 30 de maio de 2007, a Reuters informou que "o National Transportation Safety Board afirmou que a Chalk's Ocean Airways falhou em identificar e reparar adequadamente as rachaduras de fadiga no Grumman Mallard. O avião perdeu sua asa direita alguns minutos após a decolagem para as Bahamas. a 500 pés (152 m) e mergulhou no canal de navegação adjacente ao Porto de Miami em 19 de dezembro de 2005." O conselho de segurança, em seu relatório final sobre a provável causa do acidente, observou vários problemas relacionados à manutenção da aeronave e outra de propriedade da empresa, levantando questões sobre as práticas de manutenção de aeronaves da Chalk's Ocean Airways. "Os sinais de problemas estruturais estavam lá, mas não foram resolvidos", disse o presidente do conselho de segurança, Mark Rosenker. O conselho de segurança também disse que a Federal Aviation Administration (FAA) falhou em detectar e corrigir os déficits de manutenção da companhia aérea. Os regulamentos isentam os hidroaviões mais antigos de supervisão estrutural rigorosa. A Chalk's não fez comentários sobre as conclusões do conselho de segurança. A FAA disse não ter indícios de que o programa de manutenção da companhia aérea esteja em questão. “Os regulamentos são claros que a transportadora tem a responsabilidade primária pela aeronavegabilidade de (sua) frota e isso inclui fazer reparos estruturais apropriados”, disse a agência em um comunicado.

## Causa provável
O NTSB determinou que a causa provável do acidente foi uma falha por fadiga na asa direita iniciada por uma rachadura em uma longarina perto da raiz da asa. A rachadura foi detectada passando por um buraco de lama (uma abertura na parede da longarina que permite que o combustível flua de um lado da longarina para o outro) e aparentemente reparada anteriormente, mas o reparo acabou se mostrando ineficaz.
O Mallard foi projetado na década de 1940 com a chamada 'asa molhada', onde os tanques de combustível, em vez de serem itens separados dentro da asa, são construídos a partir de partes seladas da própria estrutura da asa. Isso elimina o peso adicional dos tanques e também permite que mais combustível seja contido dentro de um determinado tamanho de asa. A desvantagem desta forma de construção é que todas as juntas em torno das costuras do tanque devem ser seladas para garantir a estanqueidade do tanque de combustível. Além disso, a flexão normal da asa em voo tende a abrir costuras por longos períodos de tempo, levando a vazamentos de combustível. A fabricante Grumman, emitiu avisos já em 1963 sobre vazamentos de combustível nas asas do hidroavião sendo indicativo de possíveis problemas estruturais.
A aeronave acidentada sofreu, durante um período de vários meses, repetidos vazamentos de combustível  de ambas as asas, que foram remediados pelo operador aplicando repetidamente um selante nas costuras internas dos tanques de combustível. Ao aplicar o selante dentro do tanque da asa direita, o operador inadvertidamente aplicou o material sobre uma longarina inferior danificada (um importante elemento estrutural de suporte de carga da asa) de forma a ocultar uma rachadura por fadiga. A rachadura foi descoberta durante a manutenção anterior, e foi feita uma tentativa de repará-la, triturando-a. Ao aplicar o selante, o operador precisava acessar o interior do tanque de combustível usando pequenas escotilhas de inspeção removíveis na superfície superior da asa. Isso resultou em pouca visibilidade e condições difíceis para trabalhar dentro do tanque. O selante ocultou o reparo anterior na longarina e impossibilitou a verificação subsequente de danos adicionais a este componente (ou seja, qualquer crescimento de trincas).
O primeiro sinal externo de possíveis problemas significativos com a aeronave acidentada foi quando uma rachadura no sentido da corda (da frente da asa para a traseira) foi notada na superfície inferior da asa direita na raiz. Depois de várias tentativas frustradas de parar a rachadura perfurando orifícios de parada, a rachadura foi repetidamente reparada por afixação de dobradores (remendos de metal destinados a assumir a carga da parte danificada, um procedimento normal de reparo para pequenos danos na pele), que foram rebitados sobre a pele rachada. No entanto, a rachadura continuou a crescer, exigindo duplicadores cada vez mais longos. Embora a rachadura na pele estivesse lentamente ficando mais longa, não se pensava ser outra coisa senão um problema de pele, que poderia ser tratado com a afixação de um duplicador.
Como a maioria das aeronaves da época, o Mallard foi construído usando uma construção de revestimento de alumínio reforçado. Ao contrário das aeronaves cobertas de tecido anteriores, onde a cobertura de tecido é apenas para fins aerodinâmicos e contribui pouco para a resistência geral da estrutura da aeronave, a própria pele de metal carrega parte das cargas de voo e é tensionada durante o voo. Muitas dessas aeronaves desenvolvem pequenas rachaduras na pele com o tempo; desde que medidas apropriadas sejam tomadas para reparar qualquer rachadura, a segurança da aeronave não é comprometida.
A longarina rachada invisível na aeronave acidentada permitiu que a asa direita flexionasse mais durante o voo, o que aumentou as forças de flexão na raiz, de modo que a rachadura visível na pele aumentasse lentamente em comprimento a cada voo subsequente.

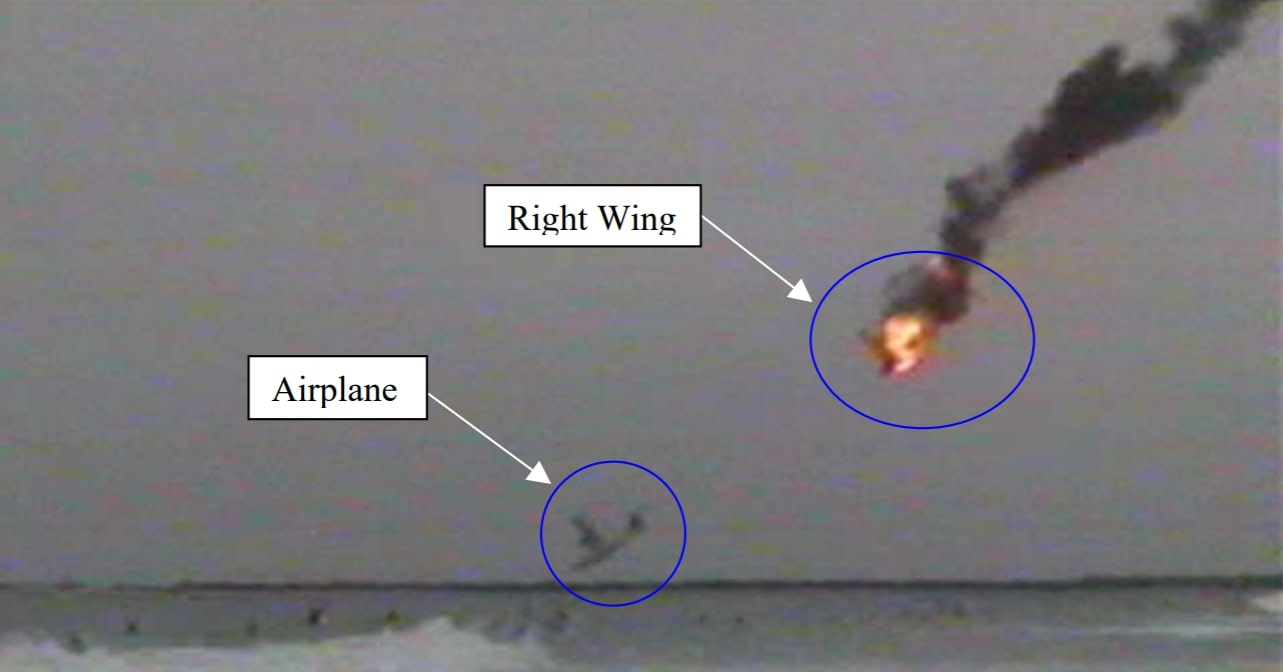
O hidroavião quebrando em voo a partir das imagens em vídeo feitas por uma testemunha.

A rachadura na parte inferior da asa cresceu até que a asa ficou tão enfraquecida que foi incapaz de suportar as cargas aerodinâmicas durante o voo do acidente, e a asa se separou. Isso fez com que o combustível contido na asa fosse liberado e inflamado, resultando no incêndio que foi visto por testemunhas. Por acaso, um turista de Nova York conseguiu filmar os momentos finais do voo 101 em seu celular enquanto o avião mergulhava em direção ao oceano. A filmagem mostrou claramente o avião e a asa direita em chamas caindo em dois pontos separados quando atingiram a água.
Ao examinar os destroços, os investigadores descobriram que, além dos dobradores externos, dobradores internos também haviam sido afixados na área da raiz de ambas as asas. No entanto, os registros de manutenção para esses reparos não estavam disponíveis. Os investigadores também concluíram que a longarina rachada que iniciou a perda da asa provavelmente falhou completamente por um período considerável de tempo antes do acidente, levando a um enfraquecimento substancial da estrutura da asa.

## Preocupação dos pilotos
Como resultado de uma série de incidentes envolvendo a aeronave da Chalk's, surgiu preocupação entre os pilotos da companhia aérea sobre o estado de conservação da aeronave. Os pilotos experimentaram várias falhas de motor e, em um incidente, um cabo de controle do elevador quebrou durante o voo, embora felizmente o piloto tenha conseguido pousar a aeronave com segurança. Isso levou vários pilotos da mesma a reconsiderar sua posição na empresa, e um deles, tendo sofrido duas falhas de motor na época, renunciou ao cargo devido ao que percebeu como problemas persistentes de manutenção da frota.
Após o acidente, todos os Mallard's restantes na frota da Chalk's foram mantidos em solo e pararam de voar. Posteriormente, descobriu-se que todos sofriam de corrosão severa, com muitos mostrando sinais de reparo abaixo do padrão durante a manutenção. Dois anos depois, a Chalk's, uma das companhias aéreas mais antigas do mundo, faliu.

## Vítimas
Vinte pessoas - 18 passageiros e dois tripulantes - estavam a bordo. Não houve sobreviventes. Pouco mais da metade dos passageiros eram moradores de Bimini voltando das compras de Natal.
O último corpo encontrado foi recuperado por um pescador perto de Key Biscayne, a nove milhas (14,5 km) do local do acidente. Os corpos de todos os outros passageiros foram encontrados ainda amarrados em seus assentos.
| Nacionalidade  | Passageiros | Tripulação | Total |
| -------------- | ----------- | ---------- | ----- |
| Estados Unidos | 7           | 2          | 9     |
| Bahamas        | 11          | 0          | 11    |
| Total          | 18          | 2          | 20    |

## Na cultura popular
A história do desastre foi apresentada na nona temporada do canal canadense National Geographic Channel na série Mayday (conhecido como Air Disasters nos Estados Unidos, Mayday na Irlanda e "Air Crash Investigation" no Reino Unido, Austrália e Ásia e "Mayday! Desastres Aéreos" no Brasil e Portugal). O episódio é intitulado "Cracks In The System" (nos EUA); "Miami Mystery" (no Reino Unido, Austrália e Ásia); "Mistério em Miami" (em Portugal) e "Estado de Emergência" ( no Brasil). O acidente também foi citado na Temporada 5 - Especial da mesma série no episódio intitulado "Ticking Time Bomb" ("Bomba-relógio" no Brasil).
O hidroavião acidentado foi usado no episódio piloto Brother's Keeper da série de televisão Miami Vice, no qual um traficante usou o hidroavião para fugir de Ricardo "Rico" Tubbs e James "Sonny" Crockett e também foi usado no episódio da 4ª temporada do mesmo seriado, intitulado Baseballs of Death.